# Colectiv
Colectiv (também conhecido como Collective: Unraveling a Scandal) é um documentário romeno de 2019 dirigido, escrito, produzido e editado por Alexander Nanau. O filme gira em torno de um grupo de jornalistas investigativos em um jornal romeno em sua árdua jornada para descobrir fraudes na saúde pública, corrupção e má administração.
O filme teve sua estreia mundial no Festival de Cinema de Veneza em 4 de setembro de 2019 e foi lançado na Romênia em 28 de fevereiro de 2020 e em 20 de novembro de 2020 em outros países, incluindo Reino Unido e EUA. Recebeu elogios da crítica, bem como muitos elogios, incluindo do European Film Awards e da National Society of Film Critics. Foi indicado ao Oscar 2021 nas categorias de Melhor Documentário e Melhor Longa-Metragem Internacional, tornando-se o primeiro filme romeno a ser indicado ao prêmio.

## Lançamento
O filme estreou fora da competição no 76º Festival de Cinema de Veneza em 4 de setembro de 2019. Também foi exibido no Festival Internacional de Cinema de Toronto de 2019 e na seção Spotlight do Festival de Cinema de Sundance de 2020. Foi lançado na Romênia em 28 de fevereiro de 2020, pela Bad Unicorn. Em 20 de novembro de 2020, foi lançado nos EUA pela Magnolia Pictures and Participant e no Reino Unido pela Dogwoof.

## Recepção
No Rotten Tomatoes, Collective detém uma taxa de aprovação de 99% com base em 113 críticas, com uma classificação média de 9,1/10. O consenso dos críticos do site diz: "Colectiv apresenta uma visão sombria e eficaz do ciclo de corrupção política e cinismo público que ocorre quando o governo revoga sua responsabilidade para com o povo". O Metacritic atribuiu ao filme uma pontuação média ponderada de 95 em 100, com base em 24 avaliações, indicando "aclamação universal".